# Bertil Johnsson

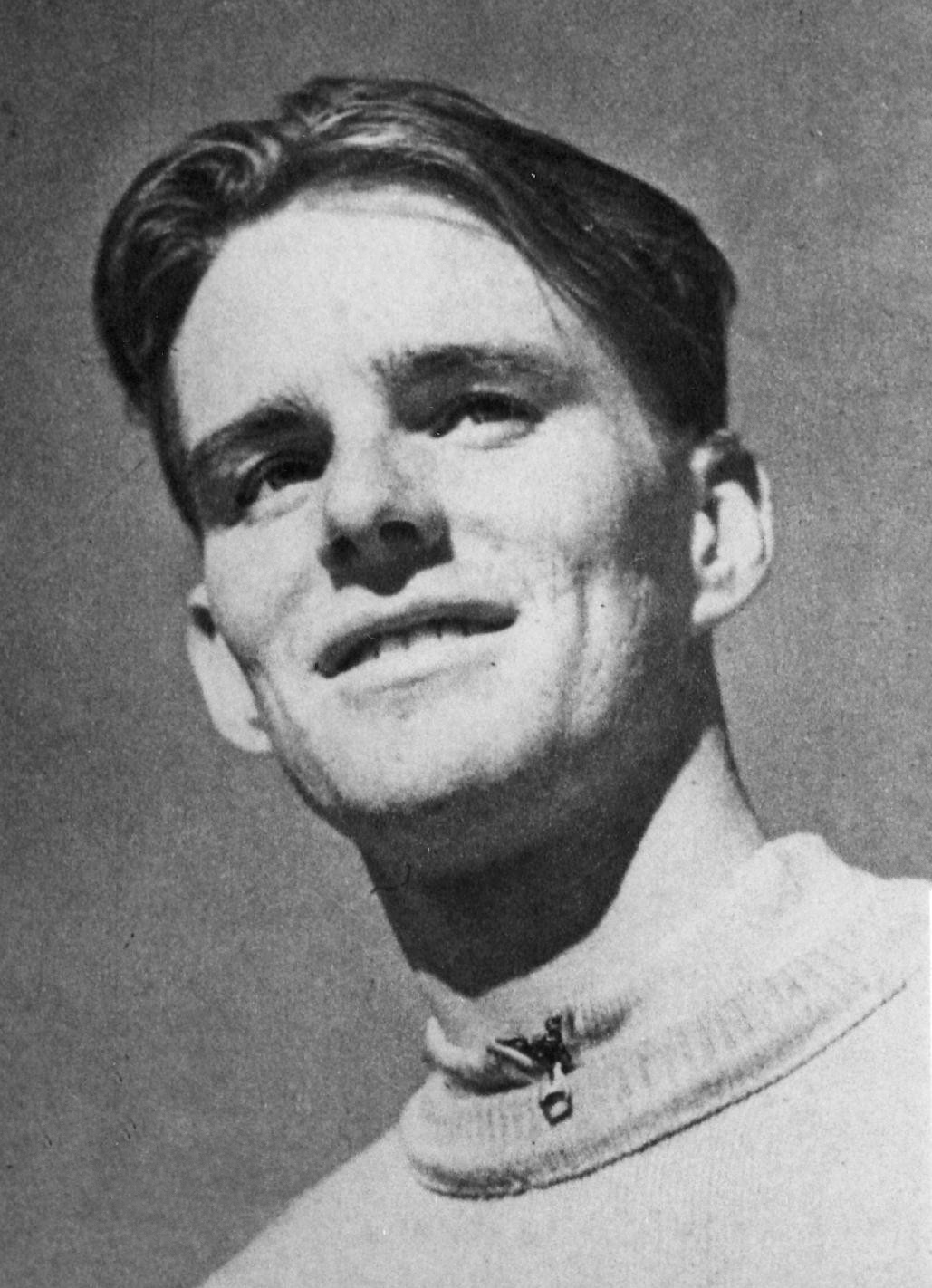
Bertil Johnsson in den 1940ern

Bertil Johnsson (* 23. Dezember 1915; † 2010) war ein schwedischer Dreispringer.
1946 gewann er bei den Leichtathletik-Europameisterschaften in Oslo Silber.
1943 wurde er Schwedischer Meister. Seine persönliche Bestleistung von 15,27 m stellte er am 7. Oktober 1945 in Göteborg auf.